# 梅諾肯鎮區 (北達科他州伯利縣)
梅諾肯鎮區（英語：Menoken Township）是位於美國北達科他州伯利縣的一個鎮區。

## 地方資料
梅諾肯鎮區的面積為93.05平方千米，當中陸地面積為92.89平方千米，而水域面積為0.16平方千米。根據2010年美國人口普查的數據，當地共有人口154人，而人口密度為每平方千米1.66人。